# کاپیادس
کاپیادس (به اسپانیایی: Capellades) یک شهرستان در اسپانیا است که در استان بارسلون واقع شده‌است.

## خصوصیات
کاپیادس ۲٫۹۵ کیلومترمربع مساحت و ۵٬۴۵۸ نفر جمعیت دارد و ۳۱۷ متر بالاتر از سطح دریا واقع شده‌است.